# Адвентизм в Финляндии

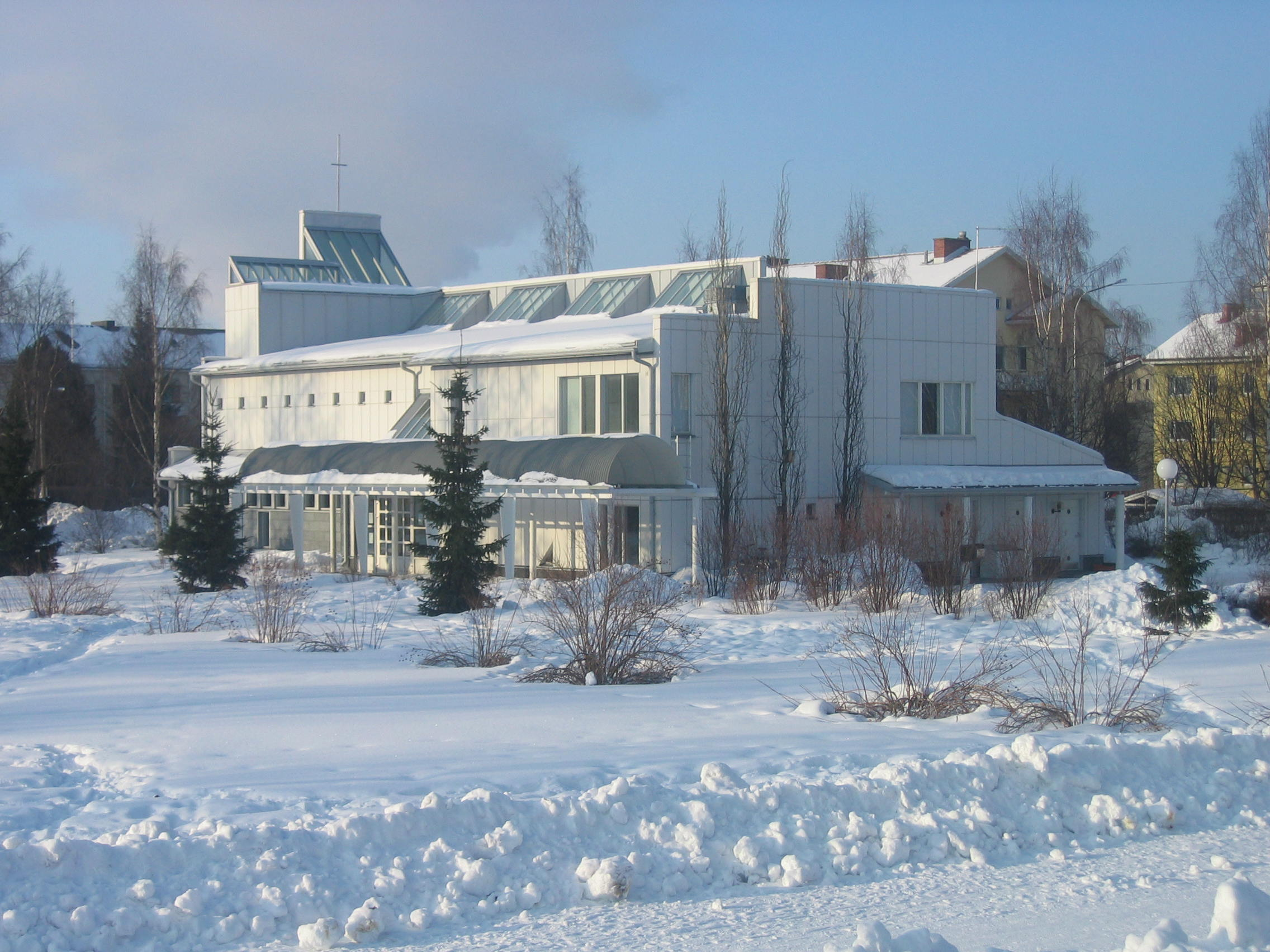
Церковь адвентистов в Оулу

Адвентизм в Финляндии (фин. Adventismi Suomessa) — совокупность последователей религиозного учения адвентизма на территории Финляндии, зарегистрированных в стране как Церковь адвентистов седьмого дня в Финляндии.

## История
Первый адвентист-миссионер появился на территории страны в 1892 году и два года спустя основал в Хельсинки первый адвентистский приход. В 1996 году в стране насчитывалось 55 церковных приходов использующих в богослужениях финский язык и 12 приходов, использующих шведский язык. Общая численность последователей составляла 5915 человек. Ряд адвентистских церквей (Церковь Бетел в Турку и др.) являются памятниками архитектуры Финляндии.
Одновременно с проповеднической и издательской деятельностью члены адвентистских общин ведут борьбу с пьянством, работают в области здравоохранения, проводят работу с молодёжью и школьно-воспитательную работу. Среди заведений, которые находятся на содержании последователей адвентизма в Финляндии — средняя школа Тойвонлинна (высшая ступень и гимназия) и санаторий Хопеаниеми.
Финская Церковь адвентистов седьмого дня является частью международной организации адвентистов (штаб-квартира в Сильвер Спринг, Мариланд, США), а также члено-наблюдателем Экуменического Совета Финляндии.